# Majas affär
Majas affär är ett barnprogram där huvudrollerna spelas av Jeanette Capocci och Jojje Jönsson som sändes på SVT Barn under sommaren 2008 och har släppts på DVD under namnet Majas affär – Räkna med Dag-Otto den 21 april 2010.

## Handling
Majas Affär är en butik i Sverige. Då Dag-Otto kommer dit för lämna dagens post, stannar han kvar eftersom han är förtjust i Maja. I varje avsnitt, råkar Maja och Dag-Otto ut för ett problem som kräver matematik, något som ingen av de båda är bra på. I slutet av varje avsnitt, ser Dag-Otto till grisen och försöker lära honom matematik.